# Blabia masoni
Blabia masoni là một loài bọ cánh cứng trong họ Cerambycidae.